# Walter William Head
Walter William Head (18 tháng 12 năm 1877 - 3 tháng 5 năm 1954) là một giám đốc ngân hàng, chính khách, doanh nhân và là bảo hiểm người Mỹ đến từ khi ông là Tổng thống và là người sáng lập Công ty Bảo hiểm Nhân thọ Mỹ, nay ông là một phần của MetLife, và chủ tịch Hiệp hội Ngân hàng Hoa Kỳ. Ông cũng từng là Tổng thống của Hướng đạo sinh của Mỹ trong gần hai mươi năm, từ năm 1926 đến năm 1946.
Ông sinh ra tại một nông trại gần Adrian, Illinois. Ông là anh cả trong gia đình có năm anh em. Bố mẹ ông là Alfred Walter Head và Marganet Jane Lambert. Chức vụ của ông từ tháng 5 năm 1926 đến năm 1946, hai mươi năm.
Sau 8 năm từ chức Tổng thống của Hướng đạo sinh của Mỹ, ông doanh nhân Walter Head qua đời vì mắc chứng viêm phổi vào ngày 3 tháng 5 năm 1954, hưởng dương gần 77 tuổi.